# گونتر اتینگر
گونتر اتینگر (انگلیسی: Günther Oettinger؛ زاده ۱۵ اکتبر ۱۹۵۳) یک سیاست‌مدار اهل آلمان است.